# Rocher à Pointes
Rocher à Pointes är en bergstopp i Schweiz. Den ligger i distriktet Riviera-Pays-d'Enhaut och kantonen Vaud, i den sydvästra delen av landet, 60 km söder om huvudstaden Bern. Toppen på Rocher à Pointes är 2 239 meter över havet.